# جایزه گروبر در ژنتیک
جایزه گروبر در ژنتیک (انگلیسی: Gruber Prize in Genetics) که در سال ۲۰۰۱ میلادی بنیان نهاده شد، یکی از سه جایزهٔ بین‌المللی است که توسط یک سازمان غیرانتفاعی مستقر در دانشگاه ییل به نام بنیاد گروبر اهدا می‌شود و مبلغ آن ۵۰۰٬۰۰۰ دلار آمریکاست.
این جایزهٔ به هرگونه مشارکت برجسته و بسیار مهم در هر حوزه‌ای از علم ژنتیک تعلق می‌گیرد.
از برندگان این جایزه می‌توان به امانوئل شرپانتیه و جنیفر داودنا (به‌طور مشترک در سال ۲۰۱۵)، جوآنه چوری (۲۰۱۸)، برت ووگلستین (۲۰۱۹) و استوارت اورکین (۲۰۲۱) اشاره کرد.